# Gabriela Slavec
Gabriela Slavec ist eine slowenische Ballonsportlerin. Im Jahr 2010 wurde sie in Alytus, Litauen, erste Europameisterin der Frauen im Heißluftballonfahren.

## Sportliche Karriere
Slavec verwies bei der ersten FAI-Europameisterschaft der Frauen die Britin Lindsay Muir und die Polin Jolanta Matejczuk auf die Medaillenränge. Zwei Jahre später errang Muir, Vizemeisterin von 2010, die Europameisterschaft der Frauen in Frankenthal (Pfalz). Slavec kam mit der Startnummer „1“ auf Platz 8. Bei der 17. FAI-Europameisterschaft beider Geschlechter kam Slavec 2011 auf den 62. Platz. Sie war dort zweitbeste Pilotin hinter Ann Herdewyn aus Belgien (49. Platz).
An weiteren FAI-Welt- und Europameisterschaften der Frauen nahm Slavec nicht mehr teil.
Slavec ist verheiratet und Mutter, sie lebt mit ihrer Familie in Brasilien.

### Alytus
Die Europameisterschaft wurde vom 15. bis 20. Juni 2010 ausgetragen. An drei Tagen konnten vom 17.–19. fünf Fahrten mit 15 Aufgaben durchgeführt werden. Obwohl Muir die zweite und dritte Aufgabe mit jeweils 1000 Punkten gewann, lag Slavec als Beständigere nach der ersten Fahrt in Führung. Slavec gewann die siebte Aufgabe und konnte so bei der zweiten und dritten Fahrt ihren Vorsprung ausbauen. Muir konnte bei der vierten Fahrt die Distanz bedeutend verkürzen und bei der letzten und fünften Fahrt Matejczuk knapp auf den dritten Platz verweisen. Die drei Medaillengewinnerinnen hatten in der Endabrechnung 11.488, 10.778 und 10.701 Punkte. Es nahmen 27 Pilotinnen aus 11 Ländern am Wettbewerb teil.

## Erfolge – Europameisterschaften
- 1. FAI-Europameisterschaft der Frauen in Alytus, Litauen, 2010 – Europameisterin
- 17. FAI-Europameisterschaft, 2011 62. Platz
- 2. FAI-Europameisterschaft der Frauen in Frankenthal (Pfalz), Deutschland, 2012 – 8. Platz